# Amfreville (Manche)
Amfreville és un municipi francès situat al departament de la Manche i a la regió de Normandia. L'any 2007 tenia 298 habitants.

## Demografia

### Població
El 2007 la població de fet d'Amfreville era de 298 persones. Hi havia 128 famílies de les quals 40 eren unipersonals (24 homes vivint sols i 16 dones vivint soles), 36 parelles sense fills, 48 parelles amb fills i 4 famílies monoparentals amb fills.
La població ha evolucionat segons el següent gràfic:
Habitants censats

### Habitatges
El 2007 hi havia 168 habitatges, 130 eren l'habitatge principal de la família, 31 eren segones residències i 8 estaven desocupats. 160 eren cases i 4 eren apartaments. Dels 130 habitatges principals, 111 estaven ocupats pels seus propietaris, 18 estaven llogats i ocupats pels llogaters i 1 estava cedit a títol gratuït; 16 tenien dues cambres, 23 en tenien tres, 30 en tenien quatre i 61 en tenien cinc o més. 110 habitatges disposaven pel capbaix d'una plaça de pàrquing. A 50 habitatges hi havia un automòbil i a 58 n'hi havia dos o més.

### Piràmide de població
La piràmide de població per edats i sexe el 2009 era:
| Homes | Edats   | Dones |
| ----- | ------- | ----- |
| 0     | 95 o +  | 0     |
| 0     | 90 a 94 | 0     |
| 0     | 85 a 89 | 0     |
| 0     | 80 a 84 | 0     |
| 12    | 75 a 79 | 4     |
| 12    | 70 a 74 | 20    |
| 4     | 65 a 69 | 20    |
| 12    | 60 a 64 | 8     |
| 4     | 55 a 59 | 4     |
| 16    | 50 a 54 | 4     |
| 16    | 45 a 49 | 4     |
| 20    | 40 a 44 | 4     |
| 16    | 35 a 39 | 4     |
| 12    | 30 a 34 | 20    |
| 0     | 25 a 29 | 12    |
| 8     | 20 a 24 | 0     |
| 4     | 15 a 19 | 0     |
| 8     | 10 a 14 | 12    |
| 12    | 5 a 9   | 8     |
| 8     | 0 a 4   | 4     |

## Economia
El 2007 la població en edat de treballar era de 181 persones, 122 eren actives i 59 eren inactives. De les 122 persones actives 113 estaven ocupades (69 homes i 44 dones) i 9 estaven aturades (6 homes i 3 dones). De les 59 persones inactives 25 estaven jubilades, 11 estaven estudiant i 23 estaven classificades com a «altres inactius».

### Ingressos
El 2009 a Amfreville hi havia 123 unitats fiscals que integraven 282 persones, la mediana anual d'ingressos fiscals per persona era de 13.576 €.

### Activitats econòmiques
Dels 3 establiments que hi havia el 2007, 2 eren d'empreses de construcció i 1 d'una empresa immobiliària.
L'únic servei als particulars que hi havia el 2009 era un paleta.
L'any 2000 a Amfreville hi havia 17 explotacions agrícoles que ocupaven un total de 649 hectàrees.

## Poblacions més properes
El següent diagrama mostra les poblacions més properes.